# بنك الشراكة الحضرية
إن بنك الشراكة الحضرية هو بنك تنمية مجتمعية في الولايات المتحدة ومؤمن عليه بواسطة المؤسسة الفيدرالية للتأمين على الودائع بالولايات المتحدة ومتكامل الخدمات وتبلغ أصوله المصرفية 1.4 مليار دولار. ولقد تم تأسيسه في 20 أغسطس 2010 عندما استحوذ على ودائع وبعض أصول شور بنك من المؤسسة الفيدرالية للتأمين على الودائع، ويقع مقره الرئيسي في شيكاغو، إلينوي.
يركز البنك على بناء أحياء سكنية حضرية حيوية وتشجيع الاستدامة البيئية والاقتصادية في المناطق المنكوبة والفقيرة في شيكاغو وكليفلاند وديترويت. ويتراوح عملاء البنك من أفراد إلى أصحاب الأعمال الصغيرة والمنظمات غير الربحية والمؤسسات والمنظمات الدينية. ويركز البنك بشكل خاص على خدمة الأفراد غير الممثلين بنكيًا.

## التأسيس
لقد تأسس بنك الشراكة المجتمعية عندما استحوذ المستثمرون على ودائع وأصول شور بنك من المؤسسة الفيدرالية للتأمين. وهؤلاء المستثمرين، والذين يتضمنون الأفراد المسئولين اجتماعيًا والمنظمات والمؤسسات المالية، كانوا يحترمون قيم ومهمة شور بنك. عندما بدأ شور بنك في الفشل، تدخل المستثمرون الجدد لضمان اتفاق خلال 30 يومًا وتأسيس مؤسسة مالية جديدة.
استحوذ بنك الشراكة المجتمعية على ودائع شور بنك التي بلغت 1.54 مليار دولار وغالبية أصولها التي بلغت 2.16 مليار دولا. تشاركت المؤسسة الفيدرالية للتأمين على الودائع وبنك الشراكة المجتمعية في الخسائر التي بلغت 1.41 مليار من تلك الأصول بنسبة 20% و80% على التوالي. وتم تمويل البنك الجديد برأس مال يبلغ تقريبًا 140 مليون دولار.
تم اعتماد بنك الشراكة المجتمعية في يوليو 2011 بوصفها مؤسسة مالية لتنمية المجتمع (CDFI). وبذلك، يمكن للمؤسسات الأخرى تلقي رصيد من قانون إعادة الاستثمار المجتمعي لإيداعها في أرصدتهم في البنك. من الممكن التقدم للبرامج عبر صندوق المؤسسات المالية لتنمية المجتمع والذي يدعم مهمتها لإعادة تنشيط الأحياء السكنية الحضرية.

## القيادة
يدير بنك الشراكة الحضرية فريق من موظفي الخدمات المالية المحترفين من ذوي الخبرة والذين يوجد أصول لهم في المجتمع. ولقد قال كل من رئيس بنك الشراكة الحضرية ويليام فارو والرئيس التنفيذي دايفيد فيتالي أن خلفيتهما الشخصية قد دفعت بهم إلى أخذ مهمة حل محل شور بنك على عاتقهما.

## خدمة الأشخاص غير الممثلين بنكيًا
يضع بنك الشراكة الحضرية نفسه في موضع منافس ذي التكلفة المنخفضة لعمليات صرف العملات ومنافذ صرف الشيكات الأخرى مقدمًا بذلك خدمات المعاملات البنكية مثل البطاقات المدفوعة مسبقًا للعملاء الذين لا يمتلكون علاقات بنكية.
ويقوم البنك بإغلاق مكاتب القروض ومواقع الفروع الكبيرة ويستبدلها «بفروع صغيرة» أو مكاتب بنكية متكاملة الخدمات توفر المزيد من الترحيب لعملائها.

## مواقع الفروع
في شيكاغو، تخدم فروع البنك مجتمعات تشاتام وأوستن وبيلوود وبرونزفيل وجرايتر جراند كروسنج وساوث شور وكينوود ولووب وويست ريدج وستون بارك. يوجد أيضًا فروع للبنك في كليفلاند وديترويت.